# چشمه آبگرم سرخان
چشمه آبگرم سرخان یکی از نقاط دیدنی استان هرمزگان در جنوب ایران است.
چشمه آبگرم سرخان در مسیر جاده فرعی خورگو، سرخان منشعب از جاده بندرعباس، سیرجان قرار دارد فاصله چشمه تا روستای سرخان در حدود یک کیلومتر است و عامل تشکیل چشمه‌چشمه تکتونیک صفحه‌ای است و آب آن از شکاف سنگهایشیلی از زمین خارج می‌شود. آب این چشمه در ردیف آب‌های گوگردی
با کاتیونها و آنیونهای مختلف گرم است.